# غوڤيي قره جه باشا
الداماد غوڤيي «قره جه پاشا ابن عبد الله پاشا» (بالتركية: Güveyi Karaca Paşa)، بكلربك الأناضول، تزوج السلطانة السلجوقية إبنة السلطان محمد الأول، واشتهر بلقب "غوفي كاراجا باشا" لهذا السبب، وهي أخت السلطان مراد الثاني.
هو أحد رجال الدولة البارزين الذين خدموا في الإدارة العليا للدولة العثمانية في عهد السلطان مراد الثاني، واستشهد في معركة فارنا عام 1444م.

## حياته
عاش قره جه پاشا في عهد السلطان مراد الثاني (1420-1451)، واستشهد في معركة فارنا عام 1444م.
له أعمال خيرية في أنقرة تمحورت حول المسجد الذي بناه.

## لقبه
اشتهر قراجه باشا بلقب "داماد" (بالتركية: Damat) أي: "الصهر و النسيب"، لأنه كان زوج أخت السلطان مراد الثاني.
كذلك لُقِّب بلقب "غوڤيي" (بالتركية: Güveyi)، ومعناه بالتركية: زوج الإبنة (المقصود بنت السلطان محمد الأول).
قره جه (بالتركية: Karaca) ويُنطق «كاراجا» أو «قراجه»، ومعناه الحرفي نوع من "الغزلان"، كما يعني "لونه غامق، أسمر اللون، أسود" ولكن معناه المعروف: "الشجاع" وعادة ما يُطلق "قره" (بالتركية: Kara) على القوات المسلحة المشاة للتعبير عن القوة والصلابة.

## في معركة فارنا
واجهت قوات قائد ميمنة العثمانيين الداماد «قره جه باشا» قوات «ميخائيل سزيلاغي»، وكانت مفرزة «سليمان بك» تقف على يسار الداماد «قره جه باشا». هاجم «ميرچه الثاني» حاكم الأفلاق مفرزة «سليمان بك» مباشرة متجاوزًا «ميخائيل سزيلاغي» كي يمنع «سليمان بك» من تطويق «سزيلاغي» من الخلف.
قرَّرَ قائد الجيش المجري يوحنا هونياد التحرك بصحبة مجموعتين من الفرسان لمساعدة أخيه «ميخائيل سزيلاغي»، فأُحبط الهجوم العثماني وتفوَّق الصليبيون على هذا الجانب من المعركة، وبدأت وحدات الأناضول في التراجع إلى التلال.
رفض «قره جه باشا» التراجع وهاجم بدلا من ذلك «طوماس زيكيلي»، ولكن هذا لم يحقق له النصر أو لوحدته؛ واستشهد الداماد غوڤيي «قره جه باشا» نفسه في المعركة، وتراجع جيش الأناضول بأكمله.

## وفاته
كانت معركة فارنا التي وقعت عام 1444م معركة شرسة، وكان غوڤيي قره جه پاشا قائد الجناح الأيمن، وعلى الرغم من استشهاده في المعركة، إلا أن المعركة انتهت بانتصار الجيش العثماني.